# Gyldenskiold
von Gyldenskiold er en uddød dansk adelsslægt tilhørende lav- og sværdadelen.

## Våben
8 ovale guld skjolde i blåt. På hjelmen (kronet) en halv jernklædt ridder med 5 vekselvis guld og blå strudsfjer på hjelmen, løftet sværd og guld skjold mellem 6 vekselvis blå og guld faner, 3 på hver side. Skjoldholdere: 2 guldbevæbnede sorte ørne.

## Historie
Detlev Schönneman (født 1684) var 1705 vagtmester i ritmester Neetzows kompagni af 3. jyske nationale Regiment Rytteri i engelsk-hollandsk sold i Brabant. Detlev Schönneman blev samme år kornet, men blev såret 23. maj 1706 ved Ramillies og døde angiveligt af sine sår senere i livet.
1726 havde han fået sønnen Peter Schønneman(n) (1726-1803), der blev kammerherre og oberstløjtnant, og som den 19. juli 1765 blev adlet med navnet von Gyldenskiold. Peter Schønnemann von Gyldenskiold havde sønnen, kammerjunker Conrad Christian von Gyldenskiold (1761-1809), som gik i russisk tjeneste og døde som generalmajor. Han var ugift, og den adlede slægt uddøde derfor på sværdsiden.